# Hobița (okręg Gorj)
Hobița – wieś w Rumunii, w okręgu Gorj, w gminie Peștișani. W 2011 roku liczyła 297 mieszkańców.